# Lara Peyrot
Lara Peyrot (* 2. Mai 1975 in Pinerolo) ist eine ehemalige italienische Skilangläuferin.

## Werdegang
Peyrot nahm von 1992 bis 2007 an Wettbewerben der Fédération Internationale de Ski teil. Ihr erstes Weltcuprennen lief sie im Dezember 1993 in Santa Caterina, welches sie auf dem 56. Platz über 5 km klassisch beendete. Bei den Nordischen Junioren-Skiweltmeisterschaften 1994 in Breitenwang gewann sie Bronze mit der Staffel. Sie absolvierte 42 Weltcuprennen, bei den sie bei drei Rennen Platzierungen in den Punkterängen erreichte. Ihren ersten Weltcuppunkt holte sie im März 1998 in Oslo mit dem 30. Platz über 30 km klassisch. Ihr bestes Weltcuprennen lief sie im Januar 2004 im Val di Fiemme mit dem 14. Rang im 70-km-Massenstartrennen. Von 2003 bis zu ihrem Karriereende 2007 trat sie bei Rennen des Skilanglauf-Marathon-Cups an, den sie 2003 in der Gesamtwertung gewann und 2004, 2005 und 2007 auf den zweiten Platz beendete. Dabei gewann sie dreimal beim La Sgambeda (2003, 2004, 2006), dreimal beim American Birkebeiner (2003, 2004, 2005), einmal beim König-Ludwig-Lauf (2003), Marcialonga (2003), Isergebirgslauf (2003) und beim Gatineau Loppet (2003). Des Weiteren siegte 2003 beim Dolomitenlauf über 42 km Freistil und beim Marcialonga über die 20-km-Kurzstrecke in der klassischen Technik. 2004 und 2005 gewann sie den Gsieser Tal-Lauf.

## Erfolge

### Siege bei Worldloppet-Cup-Rennen
Anmerkung: Vor der Saison 2015/16 hieß der Worldloppet Cup noch Marathon Cup.
| Nr. | Datum             | Ort           | Rennen               | Disziplin                   |
| --- | ----------------- | ------------- | -------------------- | --------------------------- |
| 1.  | 12. Januar 2003   | Bedřichov     | Isergebirgslauf      | 50 km klassisch Massenstart |
| 2.  | 26. Januar 2003   | Val di Fiemme | Marcialonga          | 70 km klassisch Massenstart |
| 3.  | 2. Februar 2003   | Oberammergau  | König-Ludwig-Lauf    | 55 km klassisch Massenstart |
| 4.  | 16. Februar 2003  | Gatineau      | Gatineau Loppet      | 50 km Freistil Massenstart  |
| 5.  | 22. Februar 2003  | Hayward       | American Birkebeiner | 52 km Freistil Massenstart  |
| 6.  | 14. Dezember 2003 | Livigno       | La Sgambeda          | 42 km Freistil Massenstart  |
| 7.  | 21. Februar 2004  | Hayward       | American Birkebeiner | 52 km Freistil Massenstart  |
| 8.  | 12. Dezember 2004 | Livigno       | La Sgambeda          | 42 km Freistil Massenstart  |
| 9.  | 26. Februar 2005  | Hayward       | American Birkebeiner | 52 km Freistil Massenstart  |
| 10. | 17. Dezember 2006 | Livigno       | La Sgambeda          | 42 km Freistil Massenstart  |

### Sonstige Siege bei Skimarathon-Rennen
- 2003 Dolomitenlauf, 42 km Freistil
- 2003 Marcialonga (Lavazeloppet), 20 km klassisch
- 2004 Gsieser Tal-Lauf, 42 km Freistil
- 2005 Gsieser Tal-Lauf, 42 km Freistil

### Siege bei Continental-Cup-Rennen
| Nr. | Datum            | Ort       | Disziplin                 | Serie           |
| --- | ---------------- | --------- | ------------------------- | --------------- |
| 1.  | 22. Februar 1997 | Slingia   | 5 km Freistil             | Continental Cup |
| 2.  | 7. Februar 1998  | Gsteig    | 10 km Freistil            | Continental Cup |
| 3.  | 8. Januar 2000   | Champagny | 5 km Freistil             | Continental Cup |
| 4.  | 9. Januar 2000   | Champagny | 5 km Verfolgung klassisch | Continental Cup |

## Marathon-Cup-Gesamtplatzierungen
| Saison  | Punkte | Platz |
| ------- | ------ | ----- |
| 2002    | 80     | 11.   |
| 2003    | 579    | 1.    |
| 2003/04 | 470    | 2.    |
| 2004/05 | 475    | 2.    |
| 2005/06 | 470    | 3.    |
| 2006/07 | 385    | 2.    |